# Kasibelinuridae
Kasibelinuridae — родина викопних мечохвостів. Станом на листопад 2024 року в Палеобіологічній базі даних прийнято два роди:
- Kasibelinurus Pickett, 1993[2]
- Pickettia Bicknell et al., 2019[3]